# Marktrecht
Unter Marktrecht werden die relevanten Vorschriften für das Abhalten eines Volksfestes, einer Messe, einer Ausstellung, eines Großmarktes, eines Wochenmarktes, eines Spezialmarktes und eines Jahrmarktes verstanden.

## Rechtliche Grundlagen in Deutschland
Die einschlägigen Vorschriften finden sich dabei vor allem im Titel IV. der Gewerbeordnung. Neben der Gewerbeordnung ist für das Marktwesen die Allgemeine Verwaltungsvorschrift für den Vollzug des Titels IV der Gewerbeordnung entscheidend. Dieser Mustererlass des Bund-Länder-Ausschusses „Gewerberecht“ hat nur in Hessen und Schleswig-Holstein noch offiziellen Rechtscharakter, wird aber in den anderen 14 Bundesländern auch als übliche Verwaltungspraxis angewandt.

### Festgesetzte Märkte
Es gibt festgesetzte und nicht festgesetzte Märkte. Wird ein Markt festgesetzt, so ergeben sich für den Markt verschiedene Vorteile, die unter dem Begriff Marktprivilegien bekannt sind. Darunter fällt zum Beispiel, dass die üblichen Ladenöffnungszeiten außer Kraft gesetzt sind, und dass auch für Verkaufstätigkeiten keine Reisegewerbekarte notwendig ist. Um eine Marktfestsetzung zu erhalten, ist ein Antrag notwendig und es werden die Zuverlässigkeit des Antragstellers geprüft sowie eine Gebühr nach der Europäischen Dienstleistungsrichtlinie festgesetzt. Antragsteller können dabei private Veranstalter sein, oft sind es aber auch die örtlichen Kulturämter, die formal ein Volksfest veranstalten.

## Abgrenzung
In Bayern tragen einige „Minderstädte“ die Bezeichnung „Markt“ vor dem Ortsnamen. Dies ist heute unabhängig vom Marktrecht alter und neuer Art. Siehe auch Marktgemeinde#Bayern.